# The Lone Bellow
The Lone Bellow är en amerikansk musikgrupp från Brooklyn i New York. 
Deras musik kan beskrivas som ett slags alternativ country i samma stil som artister som
Mumford & Sons, Lady Antebellum och Dylan LeBlanc.
Bandet, ursprungligen kallat Zach Williams and The Bellow, bildades i New York av tre vänner från Georgia. Deras debutalbum, utgivet i januari 2013, har fått fina recensioner och de har turnerat runt om i USA och i Kanada.
Gruppens huvudsakliga låtskrivare är frontmannen Zach Williams, som i kölvattnet av sin hustrus allvarliga ridolycka - då hon riskerade att invalidiseras - började att spela gitarr och komponera. Hans sånger är ofta desperata, sorgsna och vemodiga. Men i framförandet äger de en passion liknande Bruce Springsteen.

## Medlemmar
- Zach Williams – gitarr, sång
- Kanene Donehey Pipkin – mandolin, sång
- Brian Elmquist – gitarr, sång

## Diskografi
Album
- The Lone Bellow (2013)
- Then Came The Morning (2015)
- Walk Into a Storm (2017)

Singlar
- "Bleeding Out" (2013)
- "Then Came the Morning" (2014)
- "Fake Roses" (2014)
- "Take My Love" (2014)
- "Time's Always Leaving"